# Hydrogamasellus topali
Hydrogamasellus topali är en spindeldjursart som först beskrevs av Balogh 1963.  Hydrogamasellus topali ingår i släktet Hydrogamasellus och familjen Ologamasidae. Inga underarter finns listade i Catalogue of Life.